# Postgeschichte des Großherzogtums Berg
Die Postgeschichte des Großherzogtums Berg umfasst einen Zeitraum von sieben Jahren, von 1806 bis 1813.

## Geschichte
Auf der Grundlage des Vertrags von Schönbrunn und des Vertrags von Brünn trat König Maximilian Joseph von Bayern am 15. März 1806 durch ein Regierungs-Abtretungspatent das Herzogtum Berg an den französischen Kaiser Napoléon ab. Der wiederum ernannte seinen Schwager Joachim Murat zum Herrscher über das Herzogtum Berg. Der im Sommer 1806 geschlossene Vertrag von Paris (Rheinbundakte), der das bergisch-klevische Territorium in die Konföderation der Rheinbundstaaten und in eine Militärallianz mit Frankreich einfügte, berechtigte Joachim Murat, den Titel eines Großherzogs von Kleve und Berg anzunehmen. Seither wird das Territorium als Großherzogtum Berg bezeichnet, seltener allerdings als Großherzogtum Kleve und Berg.
Die Thurn und Taxissche Postverwaltung war völlig überrascht und verunsichert. Napoleon war entschlossen, Gesetze und Verwaltungsgrundsätze nach französischen Vorbildern einführen zu lassen. Murat befahl, „die Posten den Thurn und Taxisschen Beamten abzunehmen, weil er ihnen keine Verschwiegenheit zutraute.“ Napoleon schrieb 1807 aus Warschau: „Ich kann es nicht ertragen, dass die Posten der Rheinbundstaaten den Beamten derer von Thurn und Taxis ausgeliefert sind.“ Er befahl, die Beamten aus den Postämtern zu vertreiben. Alle Versuche, die Vertreibung der Thurn und Taxisischen Beamten zu verhindern, schlugen fehlen.
- Am 15. Mai 1806 erschien in Düsseldorf der französische Postinspektor Du Preuil aus Paris mit dem Auftrag, den Postdienst im Herzogtum Berg einzurichten und die vorläufige Leitung der Post zu übernehmen. Herzog Joachim erließ am 17. Mai 1806 eine Verordnung, nach der die Postbeamten angewiesen wurden, diesen Anspruch zu unterstützen. Alle Posteinrichtungen wurden beschlagnahmt. Damit hatte die Thurn und Taxissche Post im Herzogtum Berg aufgehört zu bestehen. Der neue Postchef, Du Preuil, informierte die Postamtsvorsteher über die neuen Gegebenheiten. Zuerst wurden die Kassen beschlagnahmt.

Der Übergang auf die französische Verwaltung verlief ohne größere Störungen. Du Preuil schrieb: „Sollten Sie Schwierigkeiten bei der Verwaltung Ihres Amtes haben, so schreiben Sie mir, ich werde mich bemühen, sie zu beseitigen“. Der ehemalige Thurn und Taxissche Kommissar Geheimrat Freiherr von Vrintz-Berberich gab seinen Postlern den Rat, den Dienst unter dem französischen Kommissar fortzusetzen, eine andere Perspektive könne er ihnen nicht bieten. Streitigkeiten gab es mit Thurn und Taxis um die Vergütung der beiderseitigen Gebührenanteile, die bei Grenzüberschreitungen von Postsendungen anfielen. Der Grenzübergang gestaltete sich umständlich. Die Sendungen wurden erst nach Klassen sortiert, dann nummeriert und jeder Brief in ein Verzeichnis mit Name, Ort des Empfängers, Porto, Franco-Porto, Auslagen-Porto und Nummer des Briefes eingetragen und dann noch eine Kopie zur Einlage in das Felleisen angefertigt. Bei der Ankunft im Zustellpostamt wurde das Felleisen geöffnet, die Briefe nach Nummern geordnet und die Liste mit den Angaben auf den Briefen überprüft.
In Düsseldorf wurde eine Generaldirektion der Posten eingerichtet und dem bergischen Finanzminister unterstellt. Generalpostdirektor wurde Du Preuil.
Auf Veranlassung Napoleons wurde am 26. Oktober 1806 in Hamburg ein „Bergisches Oberpostamt“ eingerichtet. Das Thurn und Taxissche Oberpostamt hatte wenig Einspruchmöglichkeiten, ihm wurden militärische Aktionen angedroht, falls es die Felleisen für das Großherzogtum Berg nach ganz Frankreich, Portugal und Spanien nicht an die bergische Post ablieferte. Am 11. Januar 1807 hatte Napoleon, wieder von Warschau aus, befohlen, dass die Postämter der von den Franzosen besiegten Länder zu schließen seien. Daraufhin wurden in Hamburg das preußische, hannoversche, braunschweigische und Taxissche Postamt geschlossen. Die Schließung der dänischen, schwedischen und mecklenburgischen Postämter folgte 1809. Das Hamburger Postamt, es regelte den Verkehr mit überseeischen Ländern, Bremen und Lübeck, blieb vorerst noch bestehen. Um die Fahrpost nach Russland in die Hand zu bekommen, wurde zwischen dem Senat der Stadt Hamburg und der bergischen Postverwaltung ein Vertrag geschlossen. Gegen eine Pachtsumme von 100.000 Mark jährlich wurde dieser Kurs am 8. Dezember 1807 auf 25 Jahre übernommen.
In Bremen übernahm das neue bergische Oberpostamt am 15. Februar 1807 den Betrieb der Taxisschen, preußischen und hannoverschen Postämter und Postkurse. Nur noch das stadtbremische Postamt, es besorgte den Kurs nach Holland und Hamburg und nach Übersee, blieb bestehen. Der Vertrag vom 4. Juni 1808 brachte dann auch das bremische Postamt gegen die Zahlung von 4.000 Talern an die bergische Postverwaltung. Den Fahrpostbetrieb behielt die Stadt Bremen in ihrer Verwaltung.
Wenig später wurde auch in Lübeck ein bergisches Postamt eingerichtet, wieder wurden die Taxisschen, hannoverschen und braunschweigischen Postämter geschlossen.
Grund für die Übernahmen war die Überwachung der Kontinentalsperre. So konnte Napoleon den Briefverkehr der Nordseegebiete genau observieren lassen, um an Informationen zu gelangen, die für die Unterbindung des Verkehrs und des Handels mit Großbritannien wichtig waren.
Im Frieden von Tilsit am 9. Juli 1807 wurde Friedrich Wilhelm von Preußen gezwungen, besetzte Gebiete abzutreten. Die ehemaligen Abteien Elten, Essen und Werden, die Grafschaft Mark mit dem Teil der Stadt Lippstadt, soweit sie dem König von Preußen gehörten, das Fürstentum Münster mit Kappenberg, die Grafschaften Tecklenburg und Lingen sowie die Grafschaft Dortmund wurden dem Großherzogtum Berg zugesprochen. In Münster unterschrieb am 6. Mai 1808 der Ober-Postmeister und Hof-Kammer-Rath Duesberg die Eidesformel. Das Großherzogtum Berg wurde so ein zusammenhängendes Territorium und erreichte seine größte Ausdehnung. Am 26. Februar 1808 wurde die Festung Wesel dem nach dem Fluss Rur benannten französischen Departement 103 / La Roer zugeschlagen. Kleine Gebiete wurden mit Holland getauscht.
Bei den bergischen Postanstalten unterschied man zwischen Postämtern (directions) und Postexpeditionen (expéditions). Am 1. Januar 1809 gab es im Bereich der Generalpostdirektion 30 Postämter und 97 Postexpeditionen. Die Postexpeditionen wurden von Postexpeditoren verwaltet, die einem Postamt unterstanden. Für Postillione, Briefträger (facteurs), Packer (emballeurs) und Fahrpostschaffner (conducteurs) sowie Bürodiener (garcons de Bureaus) war das Tragen der Uniform vorgeschrieben.
Schließlich übernahm Ende 1809 die bergische Postverwaltung noch die Post im Herzogtum Arenberg-Meppen und im Fürstentum Salm.

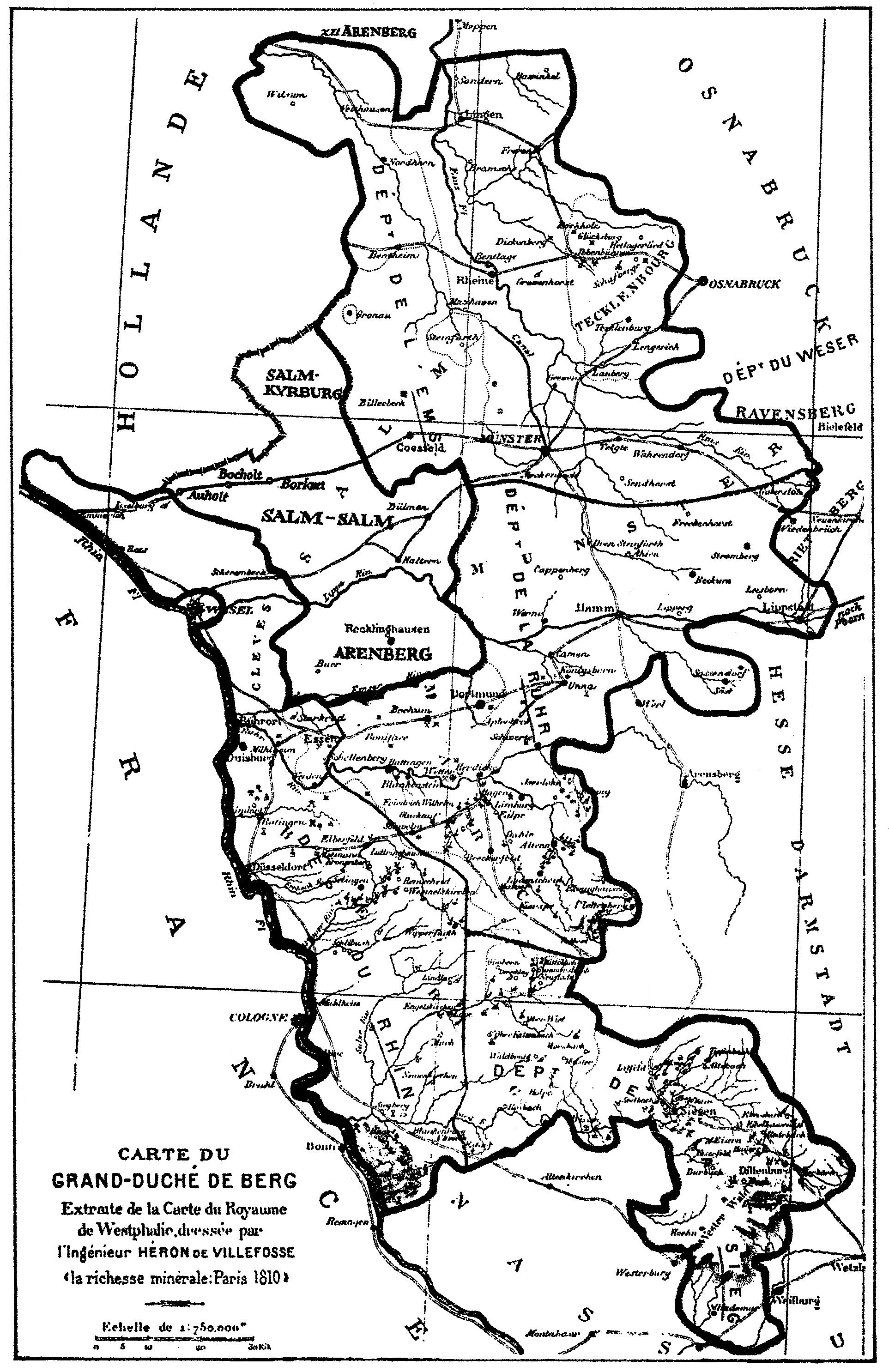
Karte des Großherzogtums Berg um 1810

Ein besonderes Problem bildete das alte Münz- und Währungssystem des Herzogtums Berg und der hinzugekommenen Gebiete. Um dem Missstand abzuhelfen, wurde zum 1. Januar 1810 das französische System im Großherzogtum Berg eingeführt. Der alte Bergische Taler entsprach dem Reichstaler, war aber in 60 Stüber (= 8 Heller) unterteilt. In Frankreich war das Dezimalsystem bereits 1795 eingeführt worden. Vom 1. Januar 1810 galt der „France und dessen Dezimal-Theile“ im Großherzogtum Berg.

## Fahrpost
Zuerst einmal blieben, 1806, die Thurn und Taxisschen Hauptkurse in Betrieb. Es waren dies Kurse nach Frankfurt, nach Münster, Osnabrück sowie nach Essen. Der französischen Post fehlten die Voraussetzungen. Sie hatte keine Postwagen, keine Pferde und Geschirre. Die Reitpost von Düsseldorf nach Hamburg konnte aber bereits zum 1. November 1806 übernommen werden, weitere Übernahmen folgten. Die neuen Kurse waren aufgeteilt nach Fahrpoststrecken (Messageries) und Stecken zur Personenbeförderung (Diligences).
Ein Erlass Napoleons vom 25. Februar 1809 regelte die Organisation der reitenden, fahrenden und Extra-Posten im gesamten Großherzogtum. Neue Poststationen durften nur durch die von Generalpostdirektion ausdrücklich ermächtigten Posthaltern eingerichtet werden. In den Poststationen konnten Pferde gewechselt, und Reisende von einer Station zur anderen befördert werden. Mit diesen Posthaltern gab es Verträge zur raschen Beförderung der Brieffelleisen und der Postwagen. Der Abstand zwischen den Stationen sollte 3 Meilen (27 km) nicht übersteigen. Für einen Platz in der Postkutsche waren 24 Stüber für die Meile zu bezahlen. Jeder Reisende konnte 30 Pfund an Gepäck mit sich führen, darüber wurde die Taxe für Pakete verlangt. Das Extrapostwesen bleibt unverändert. Seit dem 1. Januar 1809 war ein gleichförmiger Dienst der Briefposten im ganzen Land verordnet und in knapper Form Einrichtung, Vorschriften sowie Gebühren der Personen und Waren festgelegt. So wurden für die Extrapost 35 Stüber für Pferd und Meile verlangt, für eine Chaise 20 Stüber je Meile, festgelegt. Für eine Person, die mit einer offenen Kalesche mit Deichsel reisen wollte, waren zwei Pferde zu nehmen, für 2 Personen 3 Pferde.

## Briefpost

Brief aus der bergischen Zeit

Die Briefpost lief weitestgehend über feste Reitpostkurse. Der Kurs von Düsseldorf nach Hamburg (siehe oben), nach Kassel ins Königreich Westphalen, nach Elberfeld usw. bildeten das Rückgrat, von diesen Hauptkursen aus gingen viele Botenlinien ab.
In einer Publikation vom 10. Juli 1807 wurden die Gebühren für die Feldpost für einfache, an Militärpersonen gerichteten Briefe auf 3 Stüber festgelegt, gleich wohin der Brief gehen sollte.
Am 25. Februar 1809 wurde die Brieftaxe festgesetzt. Für einen einfachen Brief (unter ½ Lot, 7,4 g) bei einer Entfernung bis fünf gewöhnliche Stunden (3,9 km, fast 20 km) waren 2 Stüber (60 Stüber = 1 Reichstaler), bis 10 Stunden 4 Stüber, bis 20 Stunden 6 Stüber, bis 30 Stunden 8 Stüber und darüber bis 50 Stunden 10 Stüber, zu zahlen. Die Gewichtsprogression stieg bis ¾ (1¼ mal Porto), 1, 1½, 2 und weiter je ½ Lot bis 4 Lot, für jede Stufe kam ein Briefporto; nach der Entfernung, hinzu. Für Warenproben war ⅓ der Taxe, jedoch mindestens die Gebühr für einen einfachen Brief zu entrichten. Zeitungen mussten mit 1/5 Stüber für jeden Bogen, im Voraus bezahlt werden. Für eingeschriebene Briefe zahlte man doppeltes Porto, bei Verlust wurden 40 Stüber vergütet. Für Fahrpostsendungen wurden bis 2 Pfund und 3 Meilen 3 Stüber, bis 5 Meilen 2 Stüber und über 5 Meilen 1 Stüber verlangt. Pakete bis 50 kg durften nur mit der Post befördert werden. Wertsendungen wurden nach Wert und Entfernung berechnet. Man zahlte bis 10 Reichstaler, je Meile 1 Stüber, bis 100 Reichstaler 2 Stüber, je 50 Reichstaler 1 Stüber mehr und über 900 bis 1.000 Reichstaler 15 Stüber die Meile. Für Wertpapiere nur die Hälfte. Für Fahrten mit dem Postwagen waren 24 Stüber je Meile und Person zu zahlen, bei der Extrapost, unverändert, 35 Stüber je Pferd und Meile. Hinzu kamen 15 Stüber je Meile als Trinkgeld für den Postillion während der Posthalter für eine Chaise 20 Stüber berechnete. Die Portofreiheit wurde auf Minister, Präfekten und Unterpräfekten in dienstlichen Angelegenheiten beschränkt. Gerichtspräsidenten und Generalprokuren konnten die Portobeträge für Dienstpost bis zum Monatsende stunden lassen. Der Tarif war, wie im Königreich Westphalen, sehr hoch, schließlich wollte man Gewinne machen, die dann allerdings nicht eintrafen. Infolge eines kaiserlichen Dekrets werden am 13. Juli 1809 die Entfernungen zwischen den Poststationen publiziert. Wieder eine Verbesserung durch die französische Post. Nun konnte, wenn auch kompliziert, Jedermann sein Porto vorausberechnen.

## Das Ende
Der Bruder Napoleons, König Louis von Holland hatte am 3. Juli abgedankt und sein Land mit unbekanntem Ziel verlassen. Dies nahm Napoleon zum Anlass die gegen England gerichtete Kontinentalsperre zu verschärfen. Ganz Holland und die deutschen Nordseehäfen mit ihrem Hinterland wurden dem französischen Kaiserreich einverleibt.
Ein Senatsbeschluss vom 13. Dezember 1810 bestimmte, dass Holland, die Hansestädte, Lauenburg und alle Länder, die zwischen der Nordsee und einer vom Einfluss der Lippe in den Rhein über Haltern, Telgte, Stolzenau und Boitzenburg bis Lübeck gezogene Linie lagen, zum französischen Staatsgebiet gehörten.
Das Großherzogtum Berg verlor damit ein Fünftel seines gesamten Staatsgebietes. Von 130 Postanstalten fielen 48 an das Kaiserreich, darunter die ertragsreichen Postämter in Münster, Bremen, Hamburg und Lübeck. Die großherzoglich bergische Postverwaltung mit eigener Postdirektion blieb jedoch bestehen.
Nach der Schlacht bei Leipzig wurde das gesamte Großherzogtum Berg von Alliierten Truppen besetzt. Am 15. November 1813 findet die großherzoglich bergische Post, nach siebenjähriger Tätigkeit, ihr Ende. Nach einigem Hin und Her übernahm Thurn und Taxis die Post im Generalgouvernement Berg, bis die Post am 30. Juni 1816 von Preußen übernommen wurde. Nach den Pariser Friedensschlüssen war am 10. November 1814 das Großherzogtum Berg an Preußen gefallen.